# Мацуока, Комакити
Комакити Мацуока (яп. 松岡駒吉 Мацуока Комакити, 8 апреля 1888, Ивами, Япония — 14 августа 1958) — японский государственный деятель, председатель Палаты представителей парламента Японии (1947—1948).

## Биография
Работал на металлургическом заводе в Осаке. Затем увлекся идеями христианского социализма. Переехав в Токио, вступает в профсоюз братства, который в 1921 г. был переименован в Японскую федерацию труда. Придерживался антикоммунистических взглядов, боролся с ростом левых взглядов в рабочем движении. В 1936 г. становится президентом вновь образованной японской конфедерации труда. На этом посту ему приходилось бороться с внутренней оппозицией, с одной стороны, и со стремлением правительства дезорганизовать рабочее движение, с другой.
В 1942 г. неудачно баллотировался в парламент. В августе 1946 г. был избран председателем Альянса профсоюзов Японии. После победы в том же году на выборах в Палату представителей (переизбирался шесть сроков) был назначен её первым председателем.